# Don Jenner
Felix Donovan "Don" Jenner (15 de novembre de 1892 – 31 de març de 1953) va ser un jugador de criquet anglès. Va néixer a Hastings, Sussex.
Jenner va fer el seu debut de primera classe amb el Club de Criquet Comtat de Sussex contra el Club del comtat de Nottinghamshire al Campionat Comtal de 1919. Va fer 27 aparicions més de primera classe amb Sussex, l'última de les quals va ser contra Hampshire al Campionat Comtal de 1921.
Va tenir un èxit modest durant la seva carrera de primera classe: va anotar un total de 595 carreres amb una mitjana de 12,14, amb una puntuació alta de 55. Aquesta puntuació de 55 va ser el seu únic half century (més de 50 punts) a primera classe, que va aconseguir contra el Glamorgan el 1921 en un partit que va acabar guanyant el Glamorgan. Després de deixar el Sussex aquell mateix any, es va traslladar al nord d'Anglaterra, on va jugar amb el Durham dues vegades al Campionat de Comtats Menors de 1924 contra el Yorkshire i el Lancashire.
Harrison va morir a Hampstead, Londres, el 31 de març de 1953.